# ケオクク郡 (アイオワ州)
ケオクク郡（英: Keokuk County）は、アメリカ合衆国アイオワ州の南東部に位置する郡である。2010年国勢調査での人口は10,511人であり、2000年の11,400人から7.8％減少した。郡庁所在地はシガーニー市（発音 "SIGG-ur-nee"、人口2,059人）であり、同郡で人口最大の都市でもある。

## 歴史

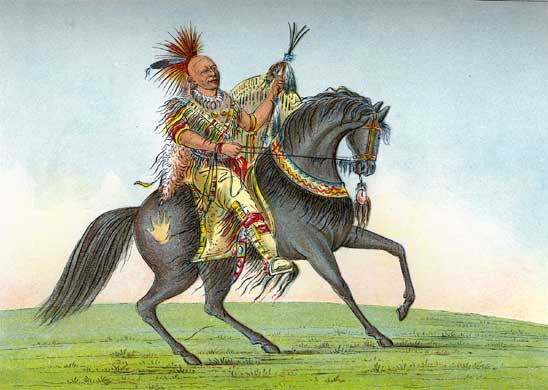
ソーク族酋長ケオクク
by ジョージ・カトリン画

ケオクク郡は1837年に設立され、郡名は白人開拓者との和平を提唱したソーク族酋長ケオククに因んで名付けられた。1843年5月、土地を開拓者に解放し、1844年には自治を始めた。それ以前はワシントン郡が管理していた。郡庁所在地を置く場所について数年間の議論が続いた後、1856年にシガーニーの町に決まった。
ケオクク郡は郡祭が2つあるという特徴がある。ケオクク郡祭はワットチアで開催され、その後直ぐにケオクク郡エクスポがシガーニーで開催されている。
シガーニー市にあるケオクク郡庁舎（右上写真）は1911年に建設され、1981年にアメリカ合衆国国定歴史建造物に指定された。

## 地理
アメリカ合衆国国勢調査局に拠れば、郡域全面積は579.94平方マイル (1,502.0 km2)であり、このうち陸地579.19平方マイル (1,500.1 km2)、水域は0.75平方マイル (1.9 km2)で水域率は0.13％である。

### 主要高規格道路
- アイオワ州道1号線
- アイオワ州道21号線
- アイオワ州道22号線
- アイオワ州道78号線
- アイオワ州道92号線
- アイオワ州道149号線

### 隣接する郡
- ポウシーク郡 - 北西
- アイオワ郡 - 北
- ワシントン郡 - 東
- ジェファーソン郡 - 南東
- ワペロ郡 - 南西
- マハスカ郡 - 西

## 人口動態

### 2010年国勢調査
以下は2010年国勢調査による人口統計データである。
基礎データ
- 人口: 10,5113人
- 人口密度: 7人/km2（18人/mi2）
- 住居数: 4,931軒
- 使用住居: 4,408軒[1]

### 2000年国勢調査

2000人口ピラミッド

以下は2000年国勢調査による人口統計データである。
| 基礎データ - 人口: 11,400人 - 世帯数: 4,586 世帯 - 家族数: 3,155 家族 - 人口密度: 8人/km2（20人/mi2） - 住居数: 5,013軒 - 住居密度: 3軒/km2（9軒/mi2） 人種別人口構成 - 白人: 99.00% - アフリカン・アメリカン: 0.07% - ネイティブ・アメリカン: 0.11% - アジア人: 0.23% - 太平洋諸島系: 0.02% - その他の人種: 0.21% - 混血: 0.36% - ヒスパニック・ラテン系: 0.54% 年齢別人口構成 - 18歳未満: 25.7% - 18-24歳: 7.0% - 25-44歳: 25.5% - 45-64歳: 21.6% - 65歳以上: 20.2% - 年齢の中央値: 40歳 - 性比（女性100人あたり男性の人口） - 総人口: 94.1 - 18歳以上: 91.8 | 世帯と家族（対世帯数） - 18歳未満の子供がいる: 30.5% - 結婚・同居している夫婦: 59.0% - 未婚・離婚・死別女性が世帯主: 6.5% - 非家族世帯: 31.2% - 単身世帯: 27.8% - 65歳以上の老人1人暮らし: 15.8% - 平均構成人数 - 世帯: 2.45人 - 家族: 2.99人 収入と家計 - 収入の中央値 - 世帯: 34,025米ドル - 家族: 41,818米ドル - 性別 - 男性: 28,306米ドル - 女性: 22,083米ドル - 人口1人あたり収入: 17,120米ドル - 貧困線以下 - 対人口: 10.1% - 対家族数: 7.5% - 18歳未満: 12.9% - 65歳以上: 10.5% |

## 都市と町
| - シガーニー - 郡庁所在地 - デルタ - ギブソン - ハーパー - ヘイズビル - ヘドリック - キオタ - ケズウィック | - キンロス - マーティンバーグ - オルリー - リッチランド - サウスイングリッシュ - ソーンバーグ - ウェブスター - ワットチア |

### 郡区
- アダムス郡区
- ベントン郡区
- クリアクリーク郡区
- イーストランカスター郡区
- イングリッシュリバー郡区
- ジャクソン郡区
- ラファイエット郡区
- リバティー郡区
- プランク郡区
- プレーリー郡区
- リッチランド郡区
- シガニー郡区
- ステディラン郡区
- ヴァンビューレン郡区
- ウォーレン郡区
- ワシントン郡区
- ウェストランカスター郡区